# Liste der Nummer-eins-Hits in Singapur (2019)
Diese Liste der Nummer-eins-Hits in Singapur 2019 basiert auf den offiziellen Chartlisten der RIAS. Die Charts basieren allein auf Musikstreaming. Zwischen dem 28. März und dem 28. Juni 2019 wurden keine Charts veröffentlicht.

## Singles
| ← 2018 ← | Liste der Nummer-eins-Hits in Singapur | Liste der Nummer-eins-Hits in Singapur | Liste der Nummer-eins-Hits in Singapur | 2020 →                    |
| \| Zeitraum \| Wo. ges. \| Interpret \| Titel Autor(en) \| Zusätzliche Informationen \| \| (Zeitraum, Wochen auf Platz eins, Interpret, Titel, Autor[en], zusätzliche Informationen) \| \| \| \| \| \| ----------------------------------------------------------------------------------------- \| -------- \| -------------------------------- \| --------------------------------------------------------------------------------------------------------------------------------------------------------------------------------------------- \| ------------------------- \| \| 28. Dezember 2018 – 17. Januar 2019 3 Wochen \| 3 \| A-Lin \| 有一種悲傷 / A Kind of Sorrow[1][2][3] \| – \| \| 18. Januar 2019 – 28. Februar 2019 6 Wochen \| 6 \| Ariana Grande \| 7 Rings[4][5][6] Ariana Grande, Charles Anderson, Kimberly Krysiuk, Michael Foster, Njomza Vitia, Oscar Hammerstein II, Richard Rodgers, Tayla Parx, Tommy Brown, Victoria Monét \| – \| \| 1. März 2019 – 28. März 2019 4 Wochen \| 4 \| Jonas Brothers \| Sucker[7][8] Nick Jonas, Kevin Jonas, Ryan Tedder, Joe Jonas \| – \| \| 28. Juni 2019 – 12. September 2019 11 Wochen (insgesamt 12) \| 12 \| Shawn Mendes & Camila Cabello \| Señorita[9][10][11][12][13][14][15][16][17][18][19] Shawn Mendes, Camila Cabello, Andrew Wotman, Benjamin Levin, Ali Tamposi, Charlotte Emma Aitchison, Jack Patterson, Magnus August Høiberg \| – \| \| 13. September 2019 – 3. Oktober 2019 3 Wochen \| 3 \| 周杰倫 / Jay Chou & 阿信 / Ashin \| 說好不哭 / Won’t Cry[20][21][22] \| – \| \| 4. Oktober 2019 – 10. Oktober 2019 1 Woche (insgesamt 12) \| 12 \| Shawn Mendes & Camila Cabello \| Señorita[23] Shawn Mendes, Camila Cabello, Andrew Wotman, Benjamin Levin, Ali Tamposi, Charlotte Emma Aitchison, Jack Patterson, Magnus August Høiberg \| – \| \| 11. Oktober 2019 – 12. Dezember 2019 9 Wochen \| 9 \| Maroon 5 \| Memories[24][25][26][27][28][29][30][31][32] Adam Levine, Michael Pollack, Jacob Kasher Hindlin, Jonathan Bellion, Vincent Ford, Stefan Johnson, Jordan Johnson \| – \| \| 13. Dezember 2019 – 26. Dezember 2019 2 Wochen (insgesamt 9) \| 9 \| Tones and I \| Dance Monkey Toni Watson \| – \| \| 27. Dezember 2019 – 2. Januar 2020 1 Woche \| 1 \| Red Velvet \| Psycho Kenzie,Andrew Scott,Cazzi Opeia, EJAE \| – \| |                                        |                                        | |                           |
| ← 2018 |                                        |                                        | | → 2020 →                  |
| Zeitraum | Wo. ges.                               | Interpret                              | Titel Autor(en) | Zusätzliche Informationen |
| (Zeitraum, Wochen auf Platz eins, Interpret, Titel, Autor[en], zusätzliche Informationen) |                                        |                                        | |                           |
| 28. Dezember 2018 – 17. Januar 2019 3 Wochen | 3                                      | A-Lin                                  | 有一種悲傷 / A Kind of Sorrow | –                         |
| 18. Januar 2019 – 28. Februar 2019 6 Wochen | 6                                      | Ariana Grande                          | 7 Rings Ariana Grande, Charles Anderson, Kimberly Krysiuk, Michael Foster, Njomza Vitia, Oscar Hammerstein II, Richard Rodgers, Tayla Parx, Tommy Brown, Victoria Monét | –                         |
| 1. März 2019 – 28. März 2019 4 Wochen | 4                                      | Jonas Brothers                         | Sucker Nick Jonas, Kevin Jonas, Ryan Tedder, Joe Jonas | –                         |
| 28. Juni 2019 – 12. September 2019 11 Wochen (insgesamt 12) | 12                                     | Shawn Mendes & Camila Cabello          | Señorita Shawn Mendes, Camila Cabello, Andrew Wotman, Benjamin Levin, Ali Tamposi, Charlotte Emma Aitchison, Jack Patterson, Magnus August Høiberg                      | –                         |
| 13. September 2019 – 3. Oktober 2019 3 Wochen | 3                                      | 周杰倫 / Jay Chou & 阿信 / Ashin       | 說好不哭 / Won’t Cry | –                         |
| 4. Oktober 2019 – 10. Oktober 2019 1 Woche (insgesamt 12) | 12                                     | Shawn Mendes & Camila Cabello          | Señorita Shawn Mendes, Camila Cabello, Andrew Wotman, Benjamin Levin, Ali Tamposi, Charlotte Emma Aitchison, Jack Patterson, Magnus August Høiberg                      | –                         |
| 11. Oktober 2019 – 12. Dezember 2019 9 Wochen | 9                                      | Maroon 5                               | Memories Adam Levine, Michael Pollack, Jacob Kasher Hindlin, Jonathan Bellion, Vincent Ford, Stefan Johnson, Jordan Johnson                                             | –                         |
| 13. Dezember 2019 – 26. Dezember 2019 2 Wochen (insgesamt 9) | 9                                      | Tones and I                            | Dance Monkey Toni Watson | –                         |
| 27. Dezember 2019 – 2. Januar 2020 1 Woche | 1                                      | Red Velvet                             | Psycho Kenzie,Andrew Scott,Cazzi Opeia, EJAE | –                         |

## Belege
1. ↑  http://web.archive.org/web/20190110110134/http://www.rias.org.sg/chart.pdf
2. ↑  http://web.archive.org/web/20190121120532/http://www.rias.org.sg/chart.pdf
3. ↑  http://web.archive.org/web/20190128112855/http://www.rias.org.sg/chart.pdf
4. ↑  http://web.archive.org/web/20190211023707/http://www.rias.org.sg/chart.pdf
5. ↑  http://web.archive.org/web/20190225094723/http://www.rias.org.sg/chart.pdf
6. ↑  http://web.archive.org/web/20190311051531/http://www.rias.org.sg/chart.pdf
7. ↑  http://web.archive.org/web/20190325093552/http://www.rias.org.sg/chart.pdf
8. ↑  http://web.archive.org/web/20190408083613/http://www.rias.org.sg/chart.pdf
9. ↑  https://web.archive.org/web/20190713010815/https://www.rias.org.sg/rias-top-charts/
10. ↑  https://web.archive.org/web/20190718002129/https://www.rias.org.sg/rias-top-charts/
11. ↑  https://web.archive.org/web/20190725220336/https://www.rias.org.sg/rias-top-charts/
12. ↑  https://web.archive.org/web/20190731091908/https://www.rias.org.sg/rias-top-charts/
13. ↑  https://web.archive.org/web/20190807120035/https://www.rias.org.sg/rias-top-charts/
14. ↑  https://web.archive.org/web/20190815061752/https://www.rias.org.sg/rias-top-charts/
15. ↑  https://web.archive.org/web/20190822050631/https://www.rias.org.sg/rias-top-charts/
16. ↑  https://web.archive.org/web/20190828150503/https://www.rias.org.sg/rias-top-charts/
17. ↑  https://web.archive.org/web/20190905113354/https://www.rias.org.sg/rias-top-charts/
18. ↑  https://web.archive.org/web/20190911100410/https://www.rias.org.sg/rias-top-charts/
19. ↑  https://web.archive.org/web/20190919112212/https://www.rias.org.sg/rias-top-charts/
20. ↑  https://web.archive.org/web/20190928085533/https://www.rias.org.sg/rias-top-charts/
21. ↑  https://web.archive.org/web/20191003065005/https://www.rias.org.sg/rias-top-charts/
22. ↑  https://web.archive.org/web/20191011051632/https://www.rias.org.sg/rias-top-charts/
23. ↑  https://web.archive.org/web/20191017120641/https://www.rias.org.sg/rias-top-charts/
24. ↑  https://web.archive.org/web/20191025050231/https://www.rias.org.sg/rias-top-charts/
25. ↑  https://web.archive.org/web/20191101062032/https://www.rias.org.sg/rias-top-charts/
26. ↑  https://web.archive.org/web/20191108095948/https://www.rias.org.sg/rias-top-charts/
27. ↑  https://web.archive.org/web/20191118022535/https://www.rias.org.sg/rias-top-charts/
28. ↑  https://web.archive.org/web/20191125001400/https://www.rias.org.sg/rias-top-charts/
29. ↑  https://web.archive.org/web/20191202011730/https://www.rias.org.sg/rias-top-charts/
30. ↑  https://web.archive.org/web/20191205144938/https://www.rias.org.sg/rias-top-charts/
31. ↑  https://web.archive.org/web/20191210162914/https://www.rias.org.sg/rias-top-charts/
32. ↑  https://web.archive.org/web/20191219021004/https://www.rias.org.sg/rias-top-charts/